# لويس وايس
لويس وايس (بالإنجليزية: Louis Weiss)‏ هو منتج أفلام أمريكي، ولد في 21 ديسمبر 1890 في نيويورك في الولايات المتحدة، وتوفي في 14 ديسمبر 1963 في لوس أنجلوس في الولايات المتحدة.

## وصلات خارجية
- لويس وايس على موقع IMDb (الإنجليزية)
- لويس وايس على موقع قاعدة بيانات الفيلم (الإنجليزية)